# Аркани-Хамед, Нима
Нима Аркани-Хамед (род. 5 апреля 1972, Хьюстон, Техас) — канадский и американский физик-теоретик, специалист в областях: физика элементарных частиц, теория струн, космология. Профессор Института перспективных исследований в Принстоне, член НАН США (2017).

## Биография
Родился в семье физиков из Ирана. В 1993 году окончил Торонтский университет. В 1997 году защитил диссертацию на степень доктора философии на тему «Суперсимметрия и иерархии» в Калифорнийском университете в Беркли. После этого перешёл в постдокторантуру в лабораторию SLAC при Стэнфордском университете. В 1999—2001 годах работал на физическом факультете в Калифорнийском университете в Беркли. В 2002—2007 годах работал в Гарвардском университете, став там полным профессором в свои 30 лет. С 2008 года профессор Института перспективных исследований в Принстоне (штат Нью-Джерси, США). Член Американской академии искусств и наук (2009).
Работы по направлениям: Амплитуда рассеяния, Тёмная материя, Split supersymmetry, Dimensional deconstruction, Little Higgs.

## Награды и отличия
- Назван в числе 20 Young Scientists to Watch по версии журнала «Discover» (2000)[6]
- Стипендия Слоуна (2000—2002)
- Packard Fellow[нем.] (2000-05)[7]
- Медаль Грибова[нем.] от Европейского физического общества (2003)[8]
- Назван в «Бриллиантовой десятке» 2006 года журнала Popular Science[4]
- Включен в список Сто ныне живущих гениев (2007)[9][10]
- Премия Саклеров[нем.] от Тель-Авивского университета (2008)[11]
- Мессенджеровские лекции (2010)
- Премия по фундаментальной физике (2012)[12]